# 1848年革命

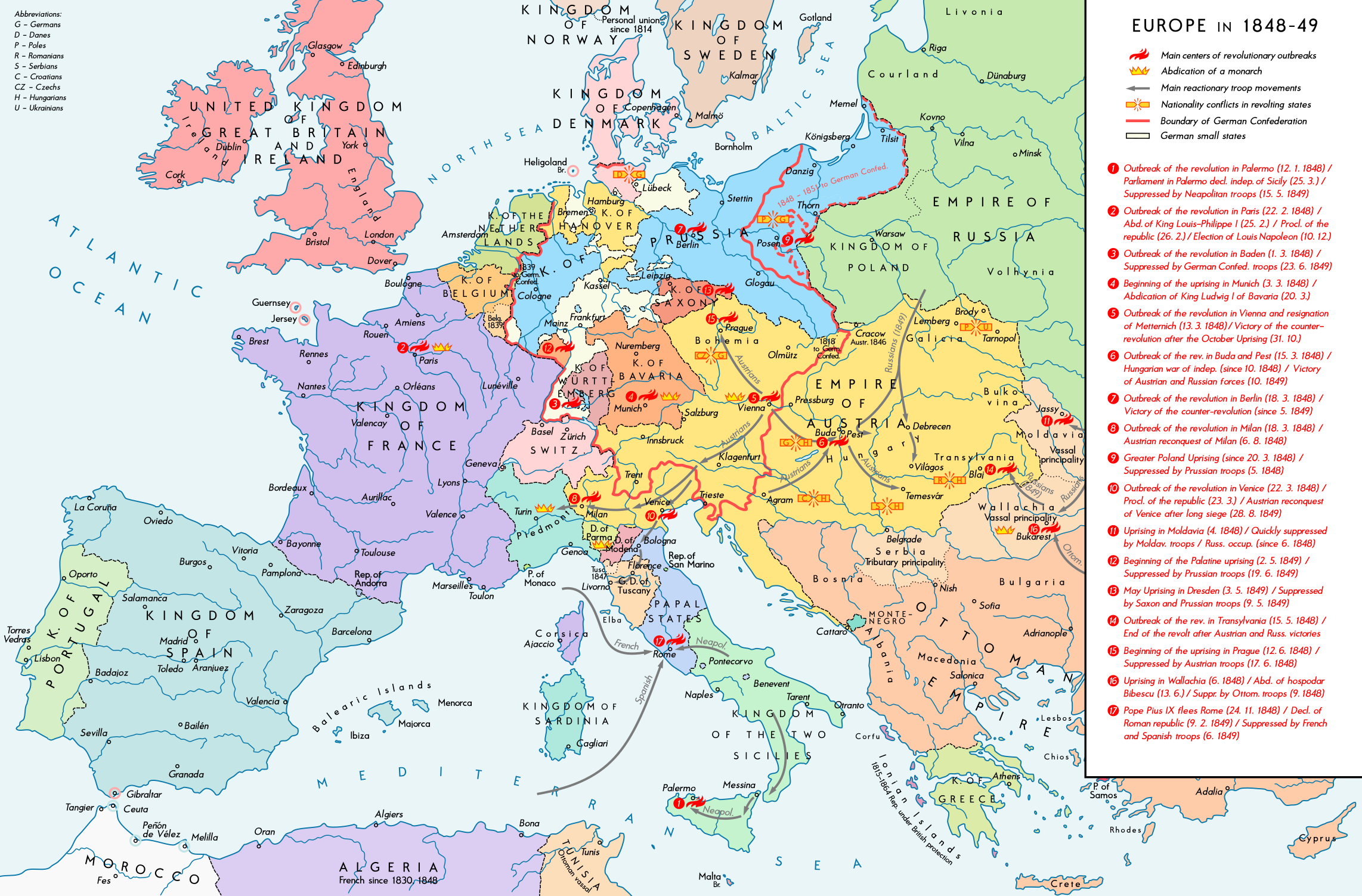
1848年のヨーロッパ

1848年革命（1848ねんかくめい）は、1848年からヨーロッパ各地で起こり、ウィーン体制の崩壊を招いた革命。1848年から1849年にかけて起こった革命を総称して「諸国民の春」（仏: Printemps des peuples、独: Völkerfrühling、伊: Primavera dei popoli）ともいう。

## イタリア

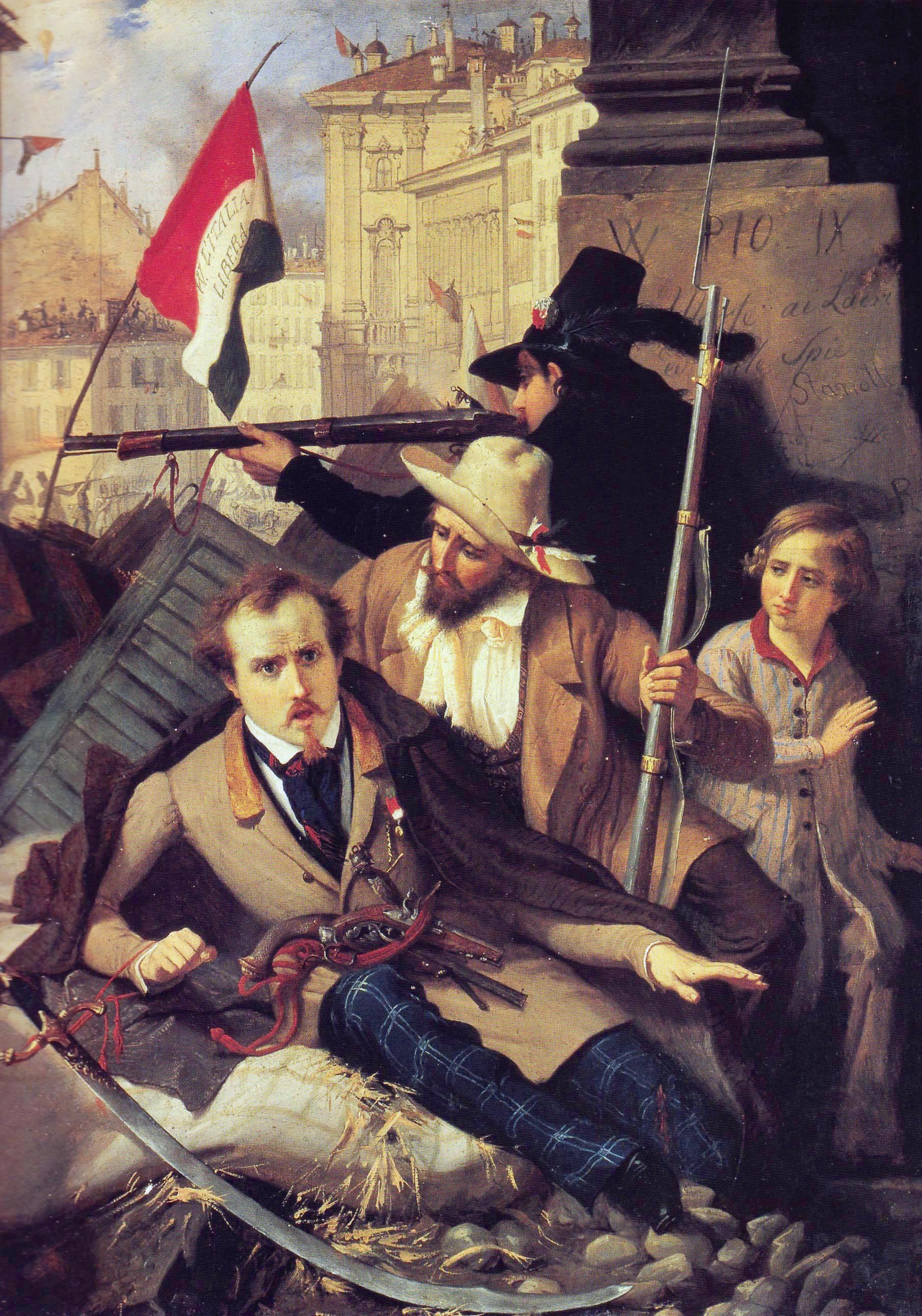
ミラノの五日間

ウィーン体制下のイタリアは、南部に両シチリア王国（スペイン・ブルボン朝系）、中部に教皇国家、北部にトスカーナ大公国（オーストリア・ハプスブルク朝系）、ルッカ公国（スペイン・ブルボン朝系）、パルマ公国（スペイン・ブルボン朝系）、モデナ公国（オーストリア・ハプスブルク朝系）、サルデーニャ＝ピエモンテ王国、ロンバルド＝ヴェネト王国（オーストリア・ハプスブルク朝系）が割拠しており、復古体制に対する不満は1821年のカルボナリの蜂起、1831年のジュゼッペ・マッツィーニの青年イタリア結成などに現れていた。
1848年1月、シチリアのパレルモで暴動が起こり、両シチリア王国からの分離独立と憲法制定が要求され（シチリア革命、両シチリア王国における1848年革命）、これを第一波として革命がイタリア各地に波及した。3月にはオーストリアの支配下にあったロンバルディアとヴェネツィアの民衆が反乱を起こして現地のヨーゼフ・ラデツキー指揮下のオーストリア軍を駆逐し（ミラノの五日間、ダニエーレ・マニンのヴェネト共和国建国）、サルデーニャ＝ピエモンテ国王カルロ・アルベルトに介入を要請した。要請を受けたカルロ・アルベルトは早くも3月23日にはオーストリアに宣戦を布告し、第一次イタリア独立戦争が始まった。
しかし、初めサルデーニャ＝ピエモンテに援軍を送っていた教皇国家と両シチリア王国が戦線から離脱し、撤退後本国からの援軍を受けて体勢を立て直したオーストリア軍が7月25日のクストーツァの戦いでサルデーニャ＝ピエモンテ軍を破ると、両国は8月9日に休戦した。休戦後、革命は急進化し、1849年2月には教皇国家におけるマッツィーニのローマ共和国建国、トスカーナにおける革命の激化を見るに至って、サルデーニャ＝ピエモンテはオーストリアに対する戦争を再開したが、3月23日のノヴァーラの戦いに敗れてカルロ・アルベルトが退位する結果となった。残るローマ共和国はフランスの軍事介入により6月末に崩壊し、ヴェネト共和国も8月末にオーストリアに降伏して、イタリアにおける革命は打倒された。こうしてイタリア全体に復古体制が復活する中、サルデーニャ＝ピエモンテは新国王ヴィットーリオ・エマヌエーレ2世が立憲君主制を維持し、その後のイタリア統一運動の中心地となった。
なお、イタリアにおける革命は後に「未回収のイタリア」と呼ばれた地域にも影響を与え、ダルマチアのイタリア人文学者ニッコロ・トンマゼーオがヴェネト共和国政府に参加したほか、イストリアのイタリア人歴史家カルロ・デ・フランチェスキがダルマチア・イタリア人の民族的覚醒を訴えた。

## フランス

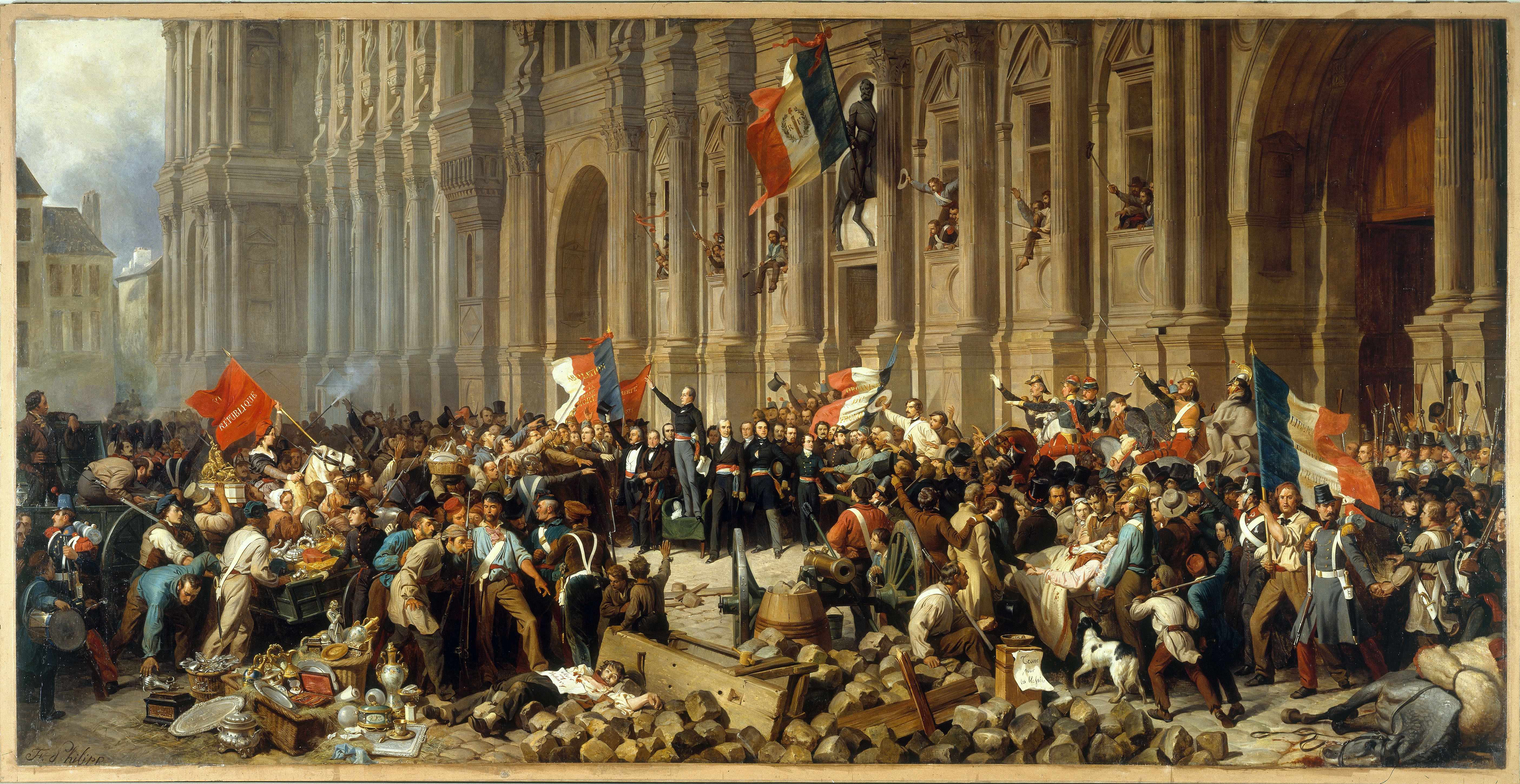
フランス二月革命

1830年の七月革命の結果誕生した七月王政では、選挙権の拡大が行われたものの、納税額による制限選挙自体は維持され、選挙権をもたない労働者・農民層の不満が高まった。こうした不満のはけ口は改革宴会 (banquets réformistes) という集会（選挙権の拡大や労働者・農民の諸権利を要求する政治集会だが、宴会の名目で開催していたもので、共和派のアレクサンドル・ルドリュ＝ロランがリールで推進したものが有名）によってある程度のガス抜きが行われていたが、1848年2月22日に政府がある改革宴会に対して解散命令を出すと、これに憤慨した労働者・農民・学生によるデモ、ストライキが起こった。翌23日には首相のフランソワ・ギゾーが辞任して事態の沈静化を図ったが、24日には武装蜂起へと発展し、ついに国王ルイ＝フィリップが退位、ロンドンに亡命して、同日に臨時政府が組織された。
革命が成功した影響は大きく、革命はフランスにとどまらずヨーロッパ各地に波及し、ウィーン体制の崩壊に繋がった。この後、フランスでは七月王政が廃止され、1848年憲法の制定とともに第二共和政に移行した。11月に大統領選挙が行われ、ルイ＝ナポレオン・ボナパルトが大統領に選出された。その後、ルイ＝ナポレオン・ボナパルトは、1852年に第二帝政を開始するのである。
この革命はそれまでのフランス革命や七月革命とは異なり、以前のブルジョワジー主体の市民革命から、プロレタリアート主体の革命へと転化した。この革命には、当初から社会主義者が荷担しており（ピエール＝ジョゼフ・プルードン、ルイ＝オーギュスト・ブランキなどが有名）、フランス三色旗に混じって赤旗も振られた。この時代の社会主義に対する期待の高まりが見て取れるが、結果としてルイ・ブランなどこの革命に荷担した社会主義者が臨時政府の中で有効な手立てを打てないことが明らかになると、彼らは、農民の支持を失い翌年4月の選挙で落選してしまった。これは、農民がフランス革命とナポレオン戦争を経てようやく手に入れた土地を、社会主義派に「平等」と称して奪われることを恐れたためである。

## オーストリア
神聖ローマ帝国崩壊後のオーストリア帝国では、宰相メッテルニヒが1815年以来のウィーン体制の維持に努め、ヨーロッパ諸国の民族主義、自由主義運動を弾圧していた。オーストリアは、1840年以来の不況と貿易赤字、1847年からの飢饉による農村の危機、多額の軍事支出によって国家財政が逼迫していたが、フランス二月革命の背景の一つである金融恐慌がウィーンにも及んで、メッテルニヒ体制は動揺した。
フランス二月革命の成功が伝えられた影響もあり、宮廷には次々と請願が提出されたが、その内容は通商の自由、出版の自由、言論の自由など、比較的緩やかな自由主義的改革要求が中心であった。学生などの急進派は身分制議会に請願を提出し、1848年3月13日の審議に付されることとなった。しかし、同日に学生の一部が議事堂に押しかけてメッテルニヒの退陣と憲法の制定を要求し、ウィーン市内に暴動が拡大した。宮廷内でも、かねてからメッテルニヒに批判的であった皇帝フェルディナント1世の叔父ヨハン大公などがメッテルニヒの辞任を要求するに至り、メッテルニヒは辞任してロンドンに亡命した（ウィーン三月革命）。メッテルニヒを追放した宮廷ではあるが、長年頼り続けてきた支配者を突然失ったために有能な指導者を欠き、権力の空白が生まれた。
4月25日にはベルギー王国憲法を手本とするピラースドルフ憲法が発布された。この憲法は二院制と納税額による制限選挙かつ間接選挙を定めたもので、民衆はこの憲法を不服として5月15日に暴動を起こした。皇帝フェルディナント1世は5月16日に一院制と普通選挙に基づく憲法制定議会の開催を約束したが、皇帝一家は身の危険を感じて5月17日にティロルのインスブルックに避難した。ウィーンにおける皇帝の不在は8月まで続いた。
この間、ヴィンディシュ＝グレーツ軍が6月12日のプラハ聖霊降臨祭蜂起を鎮圧し、ラデツキー軍が7月25日のクストーツァの戦いでサルデーニャ＝ピエモンテ軍を破ると、反革命が巻き返し、ハンガリーやウィーンの革命の打倒が図られた。9月、宮廷の意を受けたイェラチッチ軍はハンガリーに軍を進めたが、9月末のパーコズドの戦いで敗れた。10月6日、ウィーンからハンガリーへの出動を命じられた部隊が反乱を起こしてウィーン十月蜂起が始まり、一度は舞い戻った皇帝一家はまたしても逃亡を余儀なくされた。10月末、ハンガリーに敗退したイェラチッチ軍を収容したヴィンディシュ＝グレーツ軍は、ウィーンまで進軍してきていたハンガリーを破り、血なまぐさい戦闘の末にウィーンを制圧した。
11月21日にヴィンディシュ＝グレーツの義弟シュヴァルツェンベルクが首相に就任し、12月2日に皇帝フェルディナント1世がフランツ・ヨーゼフ1世に譲位した後、1849年3月4日に中央集権的な欽定三月憲法が制定されて3月7日に憲法制定議会は解散されたが、1850年11月29日のオルミュッツ協定によるドイツ連邦の復活、1851年12月31日の憲法の廃止により、オーストリアは完全に旧体制に復帰した（新絶対主義）。

### ハンガリー
フランス二月革命の影響はまずハンガリー王国で現れた。1848年3月3日、コシュート・ラヨシュがポジョニのハンガリー議会でメッテルニヒ体制を批判し、自由主義的な憲法と諸民族の友愛 (de:Verbrüderung) を訴える演説を行った。3月15日にペシュトでデモが起こり、「十二か条の要求」と呼ばれる改革要求が承認された。同月から翌月にかけて、ハンガリー議会では「四月法」と呼ばれる自由主義的改革立法がコシュートの主導で推し進められた。しかし、マジャル人本位の改革はハンガリー国内の異民族の反発を招き、クロアチアのクロアチア人、ヴォイヴォディナのセルビア人、スロバキアのスロバキア人、トランシルヴァニアのルーマニア人などがハンガリーに対して反旗を翻した。
オーストリア皇帝フェルディナント1世（ハンガリー国王フェルディナーンド5世）はハンガリー国内の民族間の対立を利用して反革命を図り、ハンガリーに対するクロアチア人の反乱の指導者ヨシップ・イェラチッチを指揮官に任命し、イェラチッチ軍の進軍を阻止できなかったハンガリーの首相バッチャーニ・ラヨシュは9月11日に辞任してコシュートがハンガリーの指導者となった。ハンガリー革命軍は9月29日のパーコズドの戦いでイェラチッチ軍を破って一時ウィーンに迫ったが、ヴィンディシュ＝グレーツ軍が同時期のウィーン十月蜂起の鎮圧に成功すると守勢に転じた。
12月2日にフェルディナント1世がフランツ・ヨーゼフ1世に譲位した後も、ハンガリーは1849年4月14日に完全独立と共和国を宣言（ハンガリー独立宣言）して頑強な抵抗を続け、フランツ・ヨーゼフ1世はロシアに援軍を求めた。ハンガリーは期待した諸外国の支援も得られず、1849年8月13日にロシア軍に降伏した (Surrender at Világos) 。もっとも、マジャル人による民族自治の要求は1867年のオーストリア＝ハンガリー帝国の成立（アウスグライヒ）という形で部分的にではあるが受け入れられた。

### ボヘミア
ボヘミア王国のプラハでは、1848年6月にオーストリア帝国内のスラヴ系諸民族が結集してスラヴ人会議が行われ、チェコ人のフランティシェク・パラツキーが議長を務めた。チェコ人はオーストリア帝国を対等な諸民族から成る一つの連邦に転換するよう要求し (Austro-Slavism) 、大ドイツ主義に傾くフランクフルト国民議会やオーストリア帝国からの分離独立に傾くマジャル人とは異なる立場を表明した。6月12日に急進派が起こした蜂起（プラハ聖霊降臨祭蜂起）はオーストリア当局の干渉を招き、ヴィンディシュ＝グレーツ将軍のプラハ包囲によってチェコにおける革命は打倒された。

## ドイツ

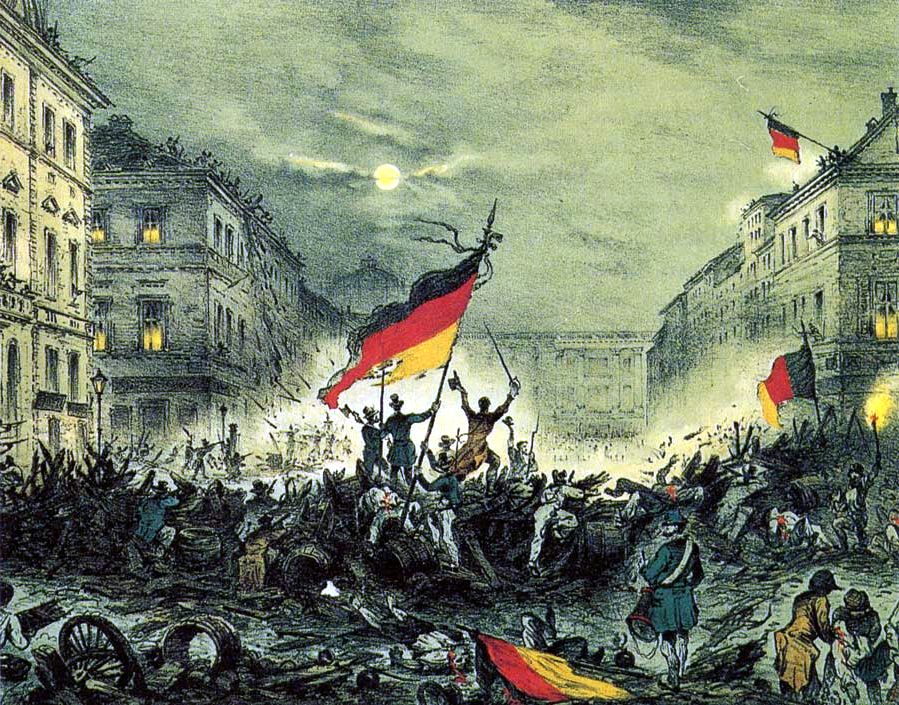
ベルリン三月革命

オーストリアと並ぶドイツの大国であるプロイセン王国では、ウィーン三月革命の影響もあり、1848年3月18日にベルリンで軍隊と市民の大規模な衝突が起こった。国王フリードリヒ・ヴィルヘルム4世は連合州議会の召集、出版の自由、憲法の制定を認め、カンプハウゼンによる自由主義内閣が成立した（ベルリン三月革命）。しかし、国王が終始自由主義に対して否定的だったことには変わりなかった（6月14日のベルリン兵器庫襲撃の責任をとってカンプハウゼンが辞任した後、国王は11月2日にブランデンブルク反動内閣を成立させ、11月14日にヴランゲル軍にプロイセン国民議会を解散させ、12月5日に国王大権を温存する欽定憲法を発布し、1849年5月30日に保守派に有利な三級選挙法を制定した）。
こうした中、1848年5月18日にドイツ統一とドイツ国憲法制定を目指してフランクフルト国民議会が召集された。国民議会は大ドイツ主義と小ドイツ主義の対立やシュレースヴィヒ＝ホルシュタイン問題などの難題に直面しながらも、1849年3月28日に小ドイツ主義と世襲の立憲君主制を基調とするパウロ教会憲法を成立させ、プロイセン国王フリードリヒ・ヴィルヘルム4世を「ドイツ帝国」皇帝に推挙したが、国王は下からの統一を嫌って帝冠を拒否し、国民議会の試みは失敗に終わった。結局この後、国民議会は反革命勢力の弾圧によって解散させられてしまった。
これに対してドイツ国憲法戦役と呼ばれる闘争がドイツ各地で起こったが（ドレスデンではミハイル・バクーニンやリヒャルト・ワーグナーが活躍した）、ついに鎮圧され、ドイツにおける革命に終止符が打たれた。もっとも、フランクフルト国民議会で示された小ドイツ主義は、1871年のプロイセンを中心とするドイツ統一に一定の筋道を立てた。

## その他の諸地域
- デンマーク：三月革命（ドイツ語版）が起こり、憲法が制定される。一方、長年ドイツとの係争地であったシュレースヴィヒ＝ホルシュタイン公国におけるドイツ系住民の反乱を契機に第一次シュレースヴィヒ＝ホルシュタイン戦争が起こる（汎ゲルマン主義と汎スカンディナヴィア主義の衝突）。
- ガリツィア（ウクライナ語版）：ルーシ人が農奴制の廃止などの自由主義的改革を要求する。
- スロベニア：フランツ・ミクロシッチらがスロベニア人の統一国家を目指す政綱「統一スロベニア（英語版）」を提唱する。
- スイス：分離同盟戦争の末、自由主義的なスイス連邦憲法が制定される。
- ポーランド（ポーランド語版）：プロイセン領ポズナン大公国でヴィエルコポルスカ蜂起（英語版）が起こる。
- ワラキア（英語版）・モルダヴィア（英語版）：ルーマニア人がボヤールの封建的特権の廃止などの自由主義的改革を要求し、ワラキア・モルダヴィア両公国の統一を目指す。
- ルクセンブルク（英語版）：ルクセンブルク制憲議会で自由主義的な新憲法が制定される。
- イギリス：チャーティスト運動、反穀物法同盟の穀物法廃止運動が隆盛する。
- ブラジル：プライエイラ革命が起こる。

## 移住
参加または支持した人々はフォーティエイターズと呼ばれた。